# Pussycat Dolls: Live from London
„Pussycat Dolls: Live from London“ е видео албум на американската група Пусикет Долс издаден на 1 декември 2006.

## Списък с песните
1. „Buttons" (на живо от концерта) – 3:54
2. „Beep" (с Уил Ай Ем) (на живо от концерта) – 5:53
3. „I Don't Need a Man" (на живо от концерта) – 4:34
4. „Feeling Good" (на живо от концерта) – 1:55
5. „Stickwitu" (на живо от концерта) – 4:17
6. „Show Me What You Got (Interlude)" (на живо от концерта) – 2:07
7. „Wait a Minute" (с Тимбъленд) (на живо от концерта) – 3:10
8. „Don't Cha" (на живо от концерта) – 4:51
9. „Don't Cha" (с Бъста Раймс) (видеоклип) – 4:44
10. „Stickwitu" (видеоклип) – 3:34
11. „Beep" (с Уил Ай Ем) (видеоклип) – 4:09
12. „Buttons" (със Снуп Дог) (видеоклип) – 3:58
13. „I Don't Need a Man" (видеоклип) – 3:41
14. „Wait a Minute" (с Тимбъленд) (видеоклип) – 3:52
15. „Beep" (зад кадър) – 2:01
16. „Buttons" (зад кадър) – 4:02
17. „Запознайте се с куклите – Никол" – 2:17
18. „Запознайте се с куклите – Кимбърли" – 2:03
19. „Запознайте се с куклите – Мелъди" – 1:43
20. „Запознайте се с куклите – Джесика" – 2:02
21. „Запознайте се с куклите – Ашли" – 1:53
22. „Запознайте се с куклите – Кармит" – 1:51
23. „Възходът на куклите" – 2:57
24. „PCD Музиката" – 4:28
25. „Don't Cha" (караоке версия) – 4:37